# Solanillos del Extremo (kommunhuvudort)
Solanillos del Extremo är en kommunhuvudort i Spanien.   Den ligger i provinsen Provincia de Guadalajara och regionen Kastilien-La Mancha, i den centrala delen av landet, 90 km öster om huvudstaden Madrid. Solanillos del Extremo ligger 999 meter över havet och antalet invånare är 120.
Terrängen runt Solanillos del Extremo är platt åt nordost, men åt sydväst är den kuperad. Runt Solanillos del Extremo är det glesbefolkat, med 8 invånare per kvadratkilometer. Närmaste större samhälle är Cifuentes, 7,5 km nordost om Solanillos del Extremo. Omgivningarna runt Solanillos del Extremo är i huvudsak ett öppet busklandskap.